# 팔콘 모터스포츠
팔콘 모터스포츠(영어: Falcon Motorsports)는 미국의 스포츠카 제조 회사로 본사는 미시간주 홀리에 위치했다.

## 역사
당시 미국의 엔지니어이자 디자이너인 제프 렘케에 의해 2009년에 설립했다. 2010년에 프로토타입 차량이 북미 국제 오토쇼를 통해 최초로 공개되었다.
2012년에 팔콘 F7 모델이 최초로 언론을 통해 공개되었다. 차체의 경우 알류미늄, 탄소섬유, 케블라로 제작된 모노코크 차체를 기반으로 제작된 2인승 스포츠카로, 엔진은 V8형이 탑재되었고, 가속은 3.초에서 3.6초간 최고 속도 97km/h까지 달릴 수 있지만, F7 모델이 마이너 체인지를 거치면서, V8형 엔진에 트윈 터보 시스템이 장착되었고, 출력도 1100마력까지 낼 수 있게 끔 개선되었다. 가속의 경우 기존 F7 모델에 비해 2.7초로 단축되었다. 또한 파워트레인의 경우 링겐펠터 퍼모먼스 엔지니어링에서 제작되었다.
팔콘 F7 모델이 도입되면서 기자와 자동차 매니아들 사이에 큰 반응을 얻었다.

## 모델
- 팔콘 F5
- 팔콘 F7